# Gewandhaus
A Gewandhaus egy lipcsei koncertépület Németországban, a Lipcsei Gewandhaus Zenekar otthona. A mai épület a harmadik, az e nevet viselő, hangverseny célú épület közül; a második világháborúban elpusztult épület koncertterme híresen jó akusztikájú volt.

## Történelem
- Az első koncertterem 1781-ben épült Johann Carl Friedrich Dauthe tervei alapján a lipcsei posztócéh háza második emeletén, a koncertterem és a zenekar neve is, Gewandhaus, innen eredeztethető.[1]
- A második Gewandhaust épületet Martin Gropius tervezte. 1884. december 11-én nyílt meg a fő koncertterem, valamint egy kamarazenei koncertekre kialakított kisebb terem. A második világháborúban a szövetségesek gyújtóbombáikkal 1943–44-ben elpusztították.
- A harmadik Gewandhaus az Augustusplatzon 1981. október 8-án nyílt meg, kétszáz évvel azután, hogy a Lipcsei Gewandhaus Zenekar beköltözött az eredetibe.

## Galéria

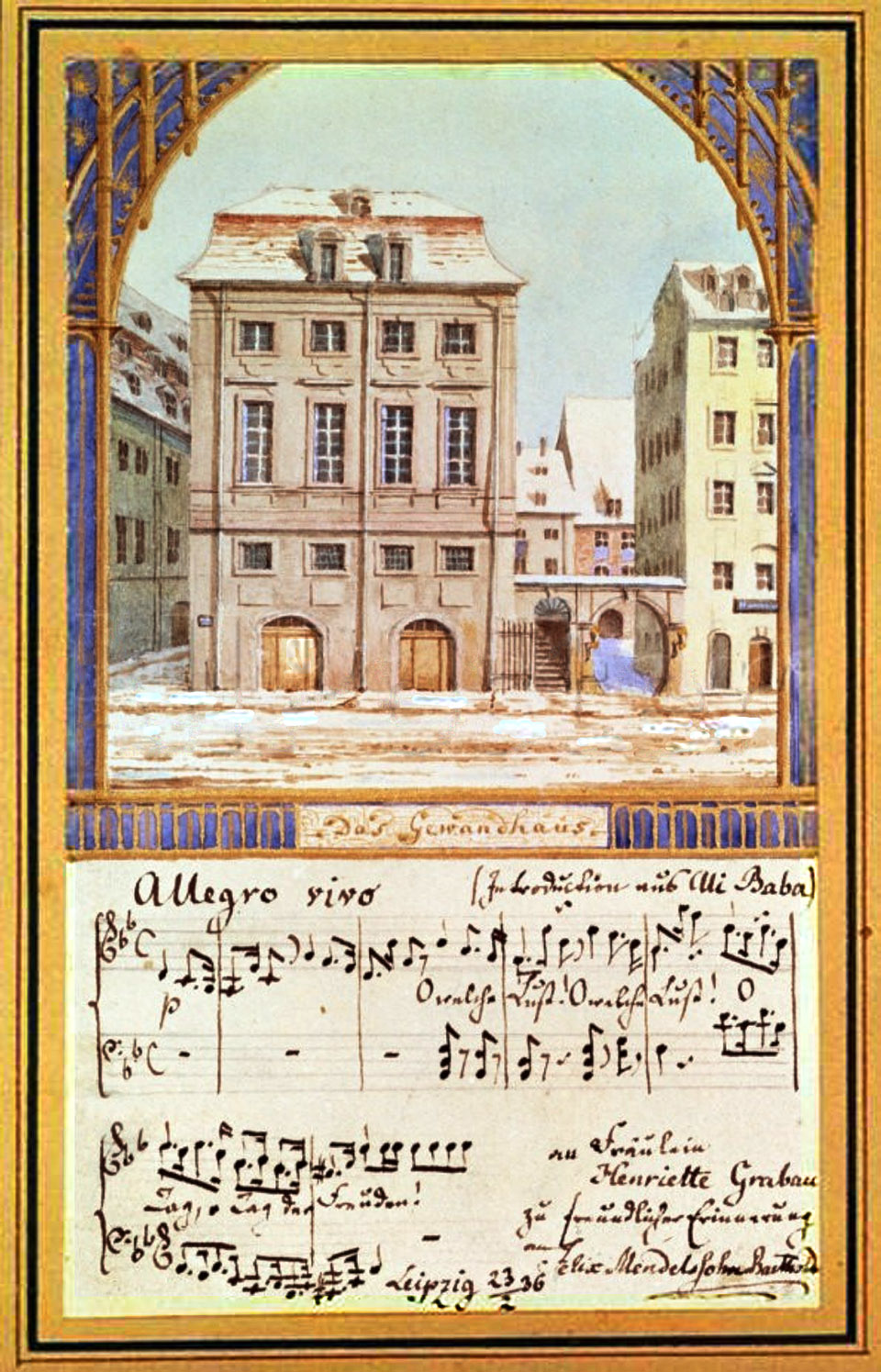
Az első Gewandhaus (1781)
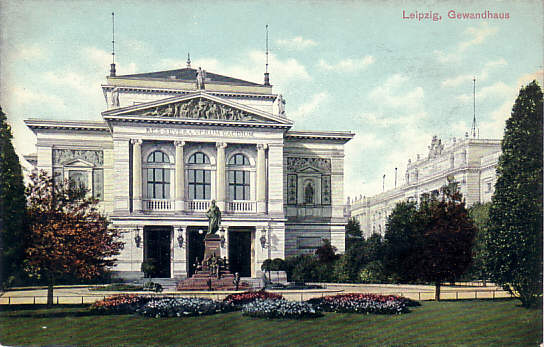
A második Gewandhaus (1910 k.)
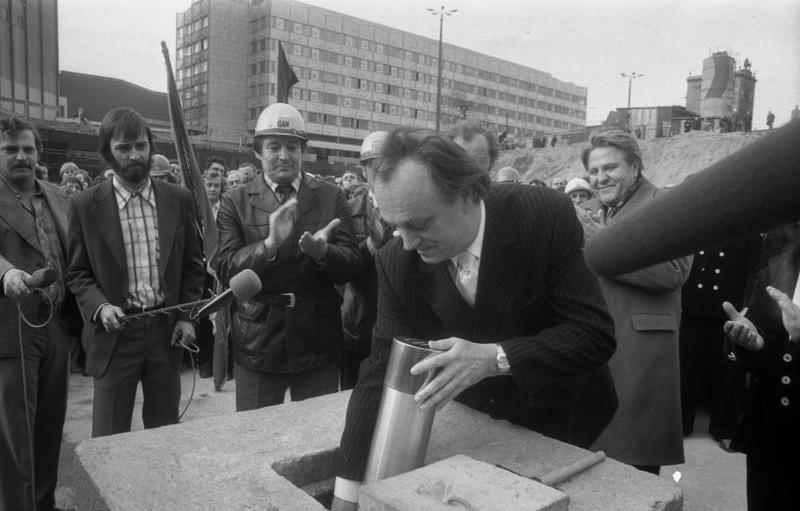
Kurt Masur lerakja a jelenlegi Gewandhaus alapkövét
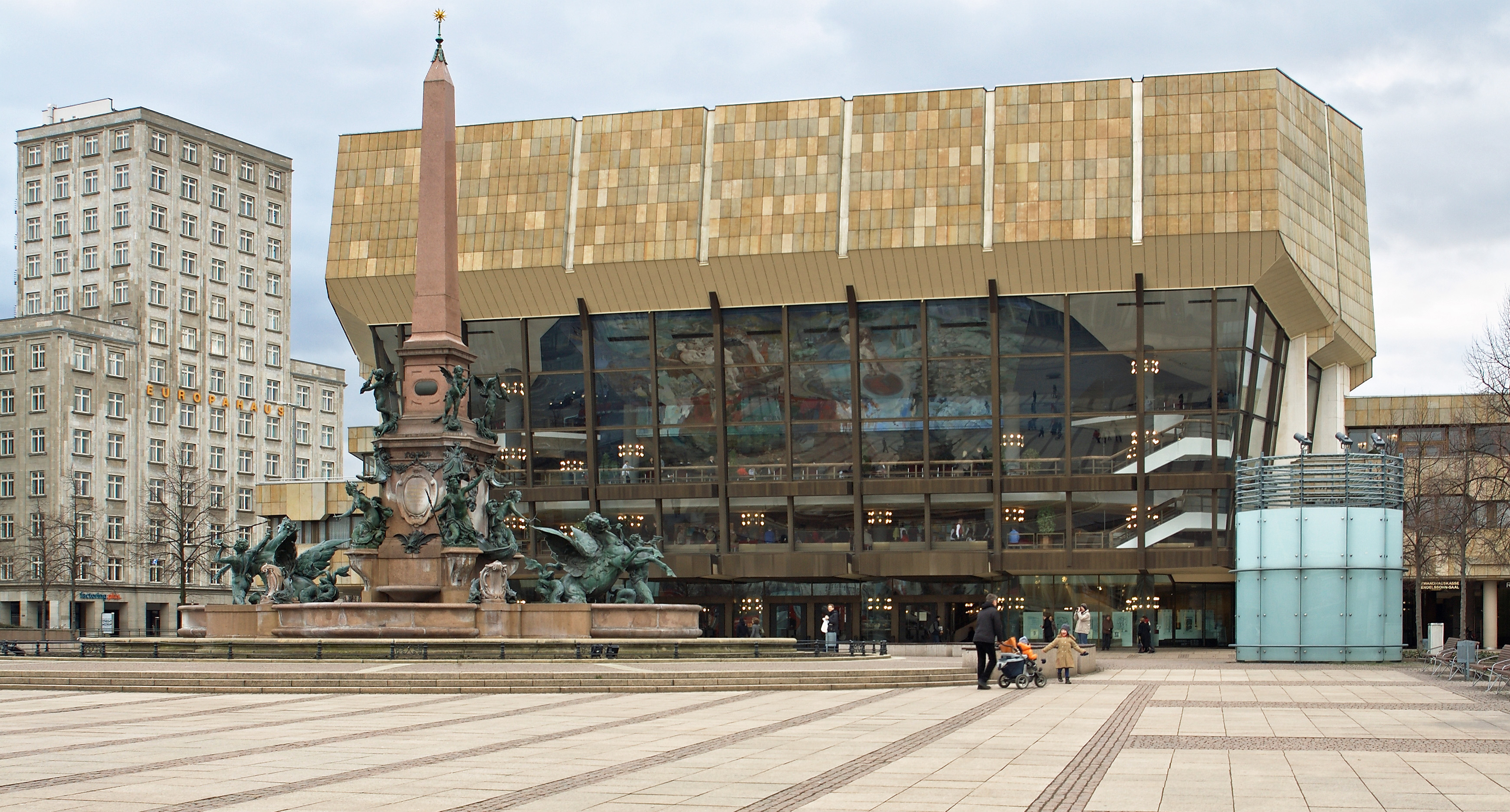
A harmadik Gewandhaus (2011)
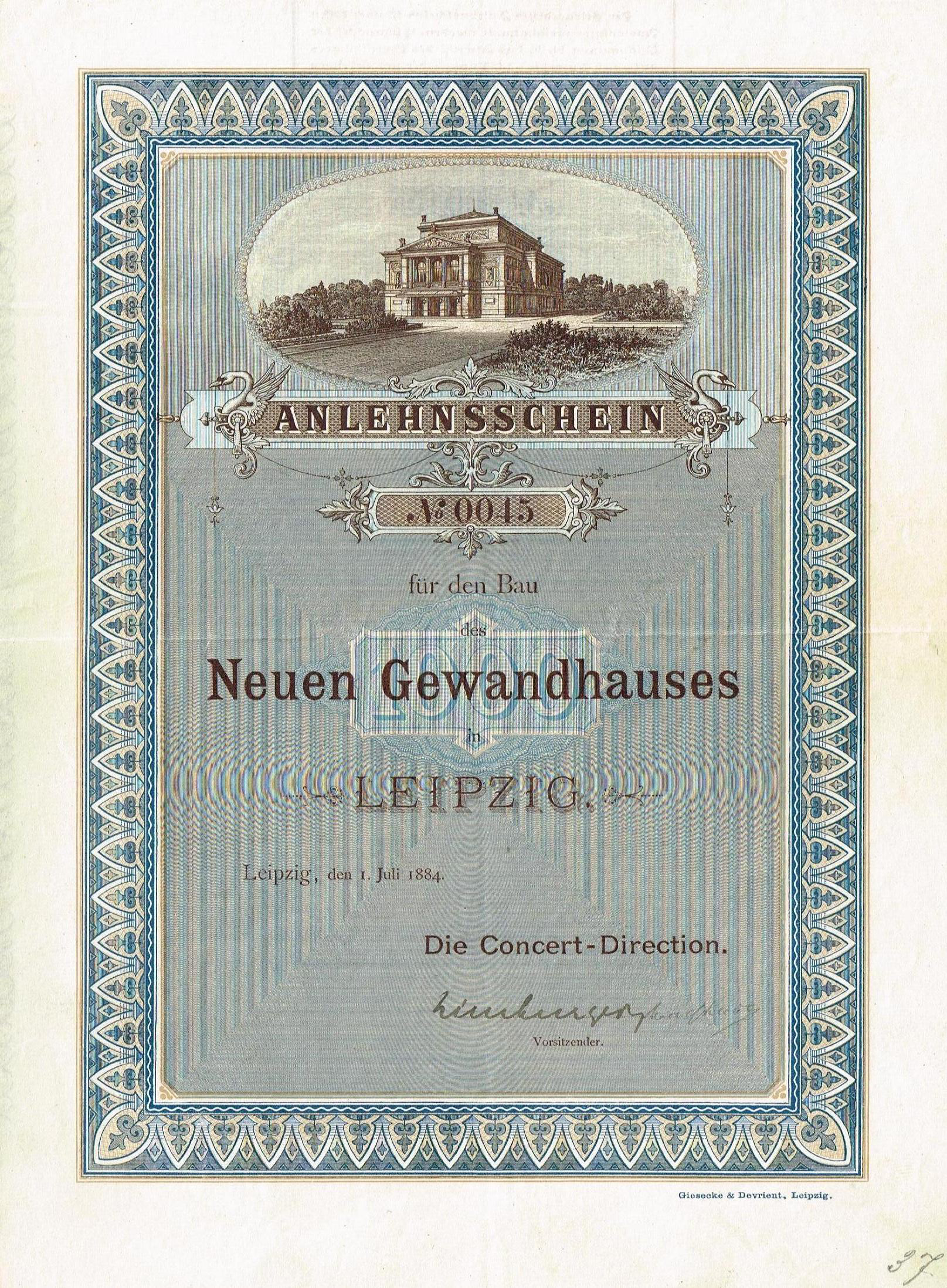
A második Gewandhaus finanszírozására Lipcsében, 1884. július 1-jén kiadott kötvény

## Ősbemutatók
1. Gewandhaus:
- Ludwig van Beethoven: 5. zongoraverseny (Esz-dúr), op. 73. (1811)
- Franz Schubert: Nagy C-dúr szimfónia (21. März 1839)
- Robert Schumann: 1. „Tavaszi” szimfónia (B-dúr, op. 38.) (1841 március 31)
- Robert Schumann: 4. szimfónia (d-moll, op. 120.) (1841)
- Felix Mendelssohn Bartholdy: 3. „Skót” szimfónia (a-moll, op. 56.) (1842 március 3)
- Felix Mendelssohn-Bartholdy: e-moll hegedűverseny (op.64.) (1845 március 13)
- Robert Schumann: 2. szimfónia (C-dúr, op. 61.) (1846 november 5)
- Richard Wagner: A nürnbergi mesterdalnokok, előjáték (1862 június 2)
- Johannes Brahms: Német requiem (op. 45.) (a teljes mű ősbemutatója, 1869 február 18)
- Johannes Brahms: Hegedűverseny, D-dúr, op. 77. (1879 január 1)

2. Gewandhaus:
- Max Reger: A-dúr hegedűverseny op. 101. (1908 október 18)
- Max Reger: f-moll zongoraverseny op. 114. (1910 december 15)
- Antonín Dvořák: A-dúr csellóverseny (Günter Raphael fejezte be, 1929 október 24)

3. Gewandhaus:
- Alfred Schnittke: 3. szimfónia (1981 november 5)
- Siegfried Matthus: Neun sinfonische Intermezzi zu Schillers Ode an die Freude (2009 november 9)

## Külső hivatkozások
- A Gewandhaus története a hivatalos oldalán

## Fordítás
Ez a szócikk részben vagy egészben  a   Gewandhaus című angol Wikipédia-szócikk ezen változatának fordításán alapul.  Az eredeti cikk szerkesztőit annak laptörténete sorolja fel. Ez a jelzés csupán a megfogalmazás eredetét és a szerzői jogokat jelzi, nem szolgál a cikkben szereplő információk forrásmegjelöléseként.